# Jørgen Jürgensen
Jørgen Jürgensen eller Jørgen Jørgensen, född 29 mars 1780 i Köpenhamn, död 20 januari 1841 i Hobart, Tasmanien, var en dansk äventyrare och pirat, som under en kort period 1809 tog makten på Island och ska ha utropat sig till kung, men senare landsförvisades till Tasmanien. På Island är han känd som Jörundur hundadagakonungur, "Jörgen hunddagakung", vilket syftar på att han var regent medan Sirius (Hundstjärnan) syntes på himlen.

## Biografi
Jørgen Jürgensen föddes som son till den kunglige urmakaren Jørgen Jürgensen och Anna Lethe Brüün, och bror till den berömde urmakaren Wilhelm Jürgensen. Familjen bodde under hans barndom på Østergade 77 i Köpenhamn. När han var 14 år gick han till sjöss, och gjorde i engelsk tjänst flera expeditioner i Söderhavet. 1804 blev han kapten på Contest, och var därefter styrman på Alexander. Under denna tid genomgick Jürgensen en religiös kris, vilket förstärktes av att resorna var kombinerade med kristen mission. 1806 kom han hem igen.
1807, efter att krig hade brutit ut mellan Frankrike och England och engelska flottan hade bombarderat Köpenhamn, fick han befäl över fartyget Admiral Juul, med vilket han tog några priser. 1808 blev de uppbringade av en engelsk örlogsman. Jürgensen råkade i fångenskap men fick leva som en fri man på sitt hedersord att inte lämna England – ett bruk som på den tiden var vanligt mot krigsfångar med officersgrad. Jürgensen bröt dock sitt ord och blev i juni 1809 kapten på Clarence, en engelsk fregatt med kaparbrev, ägd av köpmannen i såpa Samuel Phelps, destinerad till Island. Island låg vid den här tiden under danskt välde och också under kungligt danskt handelsmonopol, så att inga andra än de som danska kronan förordnade fick handla på Island.
Samuel Phelps' begäran om handel avslogs alltså av de danska myndigheterna i Reykjavik. Men både han och Jürgensen var män som satte hårt mot hårt. Den 25 juni 1809 arresterade Jürgensen den högste danske styresmannen på Island, stiftsamtmanden (den världslige kyrkostiftschefen) greve Frederik Christopher Trampe, och gjorde sig till herre i Reykjavik, förklarade Island för oavhängigt av Danmark, gav ön egen flagga, påbjöd konfiskering av all dansk egendom och lovade ön självstyrelse med ett folkvalt parlament. Flera ämbetsmän föll till föga, och allting råkade i förvirring. Jürgensen, som omgav sig med en livvakt av åtta personer, proklamerade sig 11 juli "regent" och "protektor", men lydde i själva verket den engelske köpmannen.
Så, i mitten av augusti 1809, kom ett engelskt örlogsfartyg till Island. Sedan det fartygets kapten hade fått läget klart för sig, lyckades han den 22 augusti sluta ett avtal, som upphävde alla Jürgensens förordnanden. Islands styrelse lämnades provisoriskt i händerna på lokala ämbetsmän, medan greve Trampe fördes till England för att avlämna rapport om händelserna. Skeppet avseglade den 25 augusti och hade även Jürgensen ombord. Han sattes i fängelse i London i ett år för att ha brutit sitt hedersord att inte lämna landet. I fängelset ska han ha lärt sig spela – en last som litet senare förde honom till gäldstugan i två år.
1815–1817 vistades Jürgensen i Tyskland och Frankrike i engelsk regeringstjänst, troligen som spion.
Åter i London förde Jürgensen ett vilt liv, hamnade i fängelse för oredlighet och dömdes slutligen till deportation på livstid.
1825 fördes han ombord på ett skepp som avseglade till van Diemens land, den ö som idag heter Tasmanien, där Jürgensen själv hade varit med om att grunda den engelska kolonin som sjöman på fartyget Lady Nelson 1803. Seglatsen tog fem månader, man ankom den 29 april 1826. På van Diemens land tillbringade han resten av sitt liv, från 1827 som fri man. Han gick i tjänst hos ett bolag för upptäckt och exploatering av öns inre, gifte sig och dog i huvudstaden Hobart.